# Para
 Ovo je glavno značenje pojma Para. Za druga značenja pogledajte Para (razdvojba).
Para je plinovito stanje vode. Ona može nastati hlapljenjem, isparavanjem vode ili sublimacijom leda. Čista para je proziran plin. Kod standardnog tlaka i temperature, čista para (bez miješanja sa zrakom, u ravnoteži s tekućom vodom) zauzima 1 600 puta veći obujam od tekuće vode, iste mase. U atmosferi, parcijalni tlak vode je puno niži od 1 atm, zato plinovita voda može postojati puno niže od temperature 100 °C (vidi vodena para i vlažnost zraka).

## Mokra para
Tehnička proizvodnja pare u parnom kotlu vrši se izobarno (konstantan tlak). U posudi je stap koji nepropusno, ali klizno sjeda uz stijenke. Na stapu je uteg, tako da njegova težina uvijek tlači posudu. Tijekom čitavog procesa proizvodnje pare ta se težina ne mijenja, tako da je voda, a kasnije para i voda, i na kraju sama para, uvijek pod konstantnim tlakom.
Proces zagrijavanja vode teče sve dok se ne dostigne neka temperatura, pri kojoj će početi isparavanje. Ta se temperatura zove temperature zasićenja ili vrelište, a ovisi jedino o tlaku pod kojim se masa vode nalazi. Kada termometar pokazuje temperaturu zasićenja, a ljestvica za obujam pokazuje neznatno povećanje obujma, tada dolazi do stvaranja prvog mjehurića pare i vodu tog stanja zovemo vrelom vodom.
S porastom tlaka raste i toplina potrebna da se voda dovede do stanja zasićenja (vrela voda - temperatura zasićenja), a pada potreba toplinske energije samo za isparavanje. Ta toplina se naziva toplina isparivanja, a to je količina topline potrebna da 1 kg vrele vode potpuno ispari – r (kJ/kg) i ona ovisi o tlaku i s njim je obrnuto proporcionalna.
Smjesu vode i pare nazivamo mokrom parom. 1 kg mokre pare sadrži x kg pare i (1 – x) kg vode. Na primjer, za mokru paru, koja je nastala iz 10 kg vode, isparilo 8 kg vode, onda je x=0,8.
Trenutak kada isparuje i posljednja čestica vode, a temperatura je još uvijek jednaka temperaturi zasićenja, za dani tlak, a obujam se znatno povećao, takvo stanje pare nazivamo suhozasićena para. 

## Pregrijana para
Ako i dalje dovodimo toplinu (nakon potpunog isparavanja), para se počinje vladati kao realni plin i takvu paru nazivamo pregrijanom parom. Pregrijana para je para s temperaturom većom od vrelišta, kod istog tlaka. Za pregrijanu paru ili sva voda mora ispariti, ili mokra para treba izaći iz parnog kotla prije pregrijavanja, jer se para ne može pregrijavati u prisustvu tekuće vode.

## Industrijska primjena

### Parni stroj i parna turbine
Parni stroj koristi povećanje obujma pare da pogoni klip stroja ili parnu turbinu, koji zatim obavljaju mehanički rad. Nakon što pregrijana para obavi rad, onda se kondenzira i potrebna je samo pumpa, da bi se voda vratila u parni kotao. Cijeli proces za idealne uvjete parnog stroja, opisuje Rankineov ciklus.
Parne turbine se često koriste u proizvodnji električne energije. Kondenzacija pare u vodu, se često dešava kod malog tlaka, u parnim turbinama, čime se povećava stupanj termičkog iskorištenja, ali tu mješavinu pare i vode treba izbjegavati, da ne bi došlo do trošenja (erozije) turbinskih lopatica.
Otprilike 86 % električne struje se proizvodi korištenjem pare kao radnog medija, i gotovo svi koriste parne turbine.

### Spremnik energije
Kod nekih industrijskih primjena, para se koristi kao spremnik energije, jer voda ima veliku toplinu isparivanja. 

### Kogeneracija
Kod proizvodnje električne energije, kondenzat pare ili topla voda, umjesto da se odmah vraća u parni kotao, može se koristiti za centralno grijanje naselja, i tek onda se može vratiti u kotao. Tako se još dalje povećava stupanj termičkog iskorištenja. Najveći svjetski sistem proizvodnje pare se nalazi u Manhattanu, para grije 100 000 stanova i za to se koristi 7 kogeneracijskih elektrana.

### Sterilizacija
Autoklavi koriste pregrijanu paru pod tlakom za sterilizaciju u labaratorijima i drugim bolničkim odjelima.

### Poljoprivreda
U poljoprivredi se para može koristiti za sterilizaciju zemljišta, da bi se izbjeglo korištenje štetnih kemijskih pesticida i popravilo “zdravlje” zemlje.

### Upotreba u domaćinstvima
Para se koristi i u domaćinstvima: za kuhanje povrća, pranje parom tepiha i odjeće, za grijanje. 

## Tablice pare
Tablice pare s termodinamičkim podacima se koristi za sistem vode i pare. Osim toga, koriste se i fazni dijagrami za vodu i paru, kao što je Mollierov dijagram.

### Dijagrami pare
Umjesto tablica pare s termodinamičkim podacima, mogu se koristiti dijagrami pare, za proučavanje termodinamičkih procesa.

## Parna eksplozija
Kada tekuća voda dolazi u dodir s vrućim tvarima (na primjer lava ili otopljeni metal), može se skoro istovremeno burno pretvoriti u paru i to se zove parna eksplozija.